# زلاتا بيتكوفيتش
زلاتا بيتكوفيتش (بالصربية: Злата Петковић)‏ هي عارضة وممثلة صربية، ولدت في 11 فبراير 1954 في Svrljig ‏ في صربيا، وتوفيت في 3 ديسمبر 2012 في بلغراد في صربيا.

## وصلات خارجية
- زلاتا بيتكوفيتش على موقع IMDb (الإنجليزية)
- زلاتا بيتكوفيتش على موقع ميوزك برينز (الإنجليزية)
- زلاتا بيتكوفيتش على موقع قاعدة بيانات الأفلام السويدية (السويدية)
- زلاتا بيتكوفيتش على موقع قاعدة بيانات الفيلم (الإنجليزية)
- زلاتا بيتكوفيتش على موقع كينوبويسك (الروسية)